# 界 (地层)
在地层学、古生物学、地质学和地球生物学中，界（erathem）是在地质年代中某一“代”的相应时间跨度内沉积的地层总单位。
因此，它可用作年代地层的时间单位，勾勒出一个大跨度的期间，小于“宇”，但大于后续依次更小和更精细的划分（系、统和阶）。到35亿年前，地球上已经发展出了简单的生命（澳大利亚已知最古老的微生物化石可追溯到该年代） 。当时的大气层为有毒气体和有毒气体混合物（甲烷、氨、硫化合物等，一种缺乏大量游离氧化合物的所谓“还原性大气”）。 
一些简单的有机体，蓝藻统治了仍在冷却的地球近1亿年，并逐渐将大气转变为含有游离氧的气体。这些变化，连同构造活动在岩石记录中留下了化学痕迹（红层的形成等）和其他物理线索（磁场方向、地层形成因素），正是这些变化以及后来更丰富的化石记录，被专家们用来划分地球历史早期各个学科的时代。
“界”在实际应用中并不被常用，虽然它是“宇”的细分，并且它本身也被细分为系，但测年专家们在评估地层时，更倾向于使用分辨率更精细的更小时间跨度。
“界”的名称与所对应的“代”相同(英文名称拼写)。
显生宇因此可分为：
新生、中生和古生界或名称相匹配的新生代、中生代和古生代。
类似地，元古宇从最年轻到最古老划分为：
新元古、中元古和古元古界。
太古宙和太古宇可同样被划分为：
新太古界、中太古代界、古太古界和始太古界，其下限（最古老）未定义。

## 另请查看

### 多学科比较
| 年代地层学中的岩（岩层）段 | 地质年代学中的时间跨度 | 地质年代学单位 备注              |
| -------------------------- | ---------------------- | -------------------------------- |
| 宇                         | 宙                     | 总计4个，5亿年或更长时间。       |
| 界                         | 代                     | 定义了10个，数亿年。             |
| 系                         | 纪                     | 定义了22个，数千万至1亿年。      |
| 统                         | 世                     | 定义了34个，数千万年。           |
| 阶                         | 期                     | 定义了99个，数百万年。           |
| 带                         | 时                     | 期的细分，国际地层委员会不采用。 |

### 其他相关议题
- 欧洲新近纪哺乳动物
- 地质年代
  - 新西兰地质年代
- 北美陆生哺乳动物时代
- 动物区系(动物)
- 典型区域

## 备注
1. 1 2 3 4  国际地层学委员会，作者：加比奥格.  (PDF).   [2008-06-17]. （原始内容 (PDF)存档于2008-05-29）.
2. 1 2 3 4  F.M. Gradstein, J.G. Ogg, A.G. Smith, et al., "A Geologic Time Scale", (2004; Cambridge University Press).
3. 1 2 3 4  .   [2008-06-17]. （原始内容存档于2021-05-18）.
4. ↑  basis for the Miller–Urey experiment
5. ↑  Cohen, K.M.; Finney, S.; Gibbard, P.L.,  (PDF), 国际地层学委员会, 2015